# Entusiasmo
Uma pessoa entusiasmada e uma pessoa empolgada e feliz com algo que vai acontecer. 

- ★ Giovana Silva ★ 8D
Entusiasmo (do grego in + theos, literalmente 'em Deus') originalmente significava inspiração ou possessão por uma entidade divina ou pela presença de Deus. Atualmente, pode ser entendido como um estado de grande arrebatamento e alegria. Uma pessoa entusiasmada está disposta a enfrentar dificuldades e desafios, não se deixando abater e transmitindo confiança aos demais ao seu redor. O entusiasmo pode portanto ser considerado como um estado de espírito otimista. A internet do século XXI devido ao comportamento de manada permite uma sensação de uma opinião ser majoritária e cria o entusiasmo sem medo ou culpa.

## Origem da palavra
Embora a palavra entusiasmo seja de origem grega, ela chegou até nós através dos filósofos franceses no século XVI durante o Renascimento na Europa, um período de grandes mudanças no pensamento humano até então dominado pela Igreja Católica, que foi a transição para a idade do pensamento livre. O florescimento cultural e científico renascentista deu origem a sentimentos de otimismo, abrindo positivamente o homem para o novo e incentivando seu espírito de pesquisa, tendo o entusiasmo sido escolhido por vários intelectuais da época como a palavra da moda.

## Tipos
Existem dois tipos de entusiasmo: endógeno, que é gerado dentro do próprio indivíduo; e o exógeno, que depende de um estímulo externo, chamado comumente de motivação.

### Fatores internos
O entusiasmo por si só não se sustenta, ninguém consegue manter-se entusiasmado se não possuir metas claras para alcançar um objetivo principal bem definido, e não se pode ficar esperando as melhores oportunidades para começar. Na maioria das vezes, é necessário ir à busca e criar as oportunidades para que as coisas aconteçam. Em outras palavras, só depende do indivíduo, ninguém pode ter entusiasmo por outra pessoa.

### Fatores externos
Enquanto os fatores internos do entusiasmo surgem dos níveis mais altos da hierarquia de necessidades de Maslow e de um objetivo principal bem definido, os fatores externos podem ser vinculados à motivação. Dependendo do nível intelectual e social de cada pessoa, o fator motivacional estará em um determinado nível da escala das necessidades, o mais comum é tentar motivar as pessoas com as necessidades localizadas na base da pirâmide, necessidades fisiológicas, segurança, amor e relacionamentos. Uma política de bonificação financeira é um bom exemplo de motivador externo, mas a perenidade desse motivador é sempre de curta duração.